# 페퍼 스프레이
페퍼 스프레이(Pepper spray)는 최루액, 최루분말을 분사하는 기기이다. 일반적으로 내장된 압축 가스가 없어 허가가 필요없는 페퍼 스프레이가 사용되는데 이를 호신용 스프레이라고 부르기도 한다. 총 모양에 압축 가스가 내장되어 있는 가스총도 있는데 이것은 경찰의 허가를 얻어야 한다.

## 같이 보기
- 분사기
- 전자충격기
- 호신용품